# Gorgonopsy

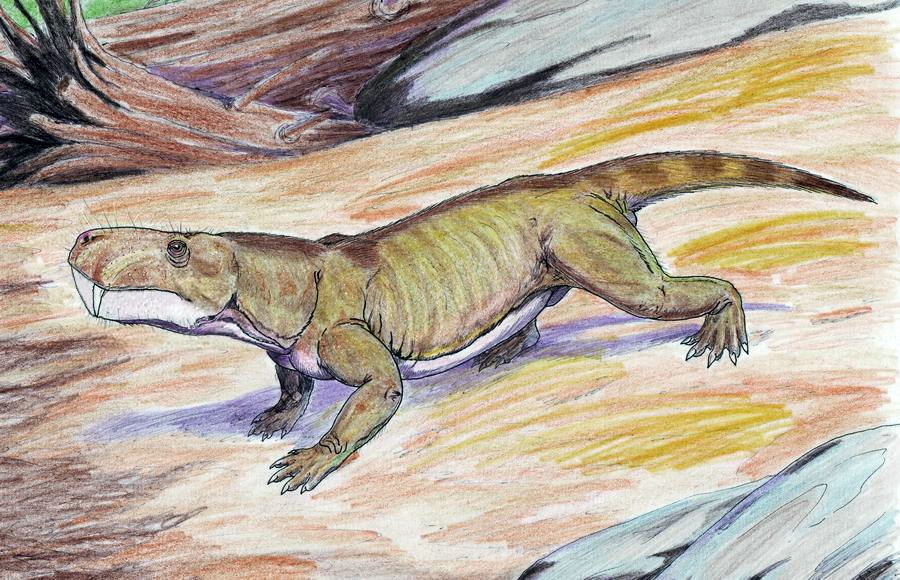
Arctognathus curvimola

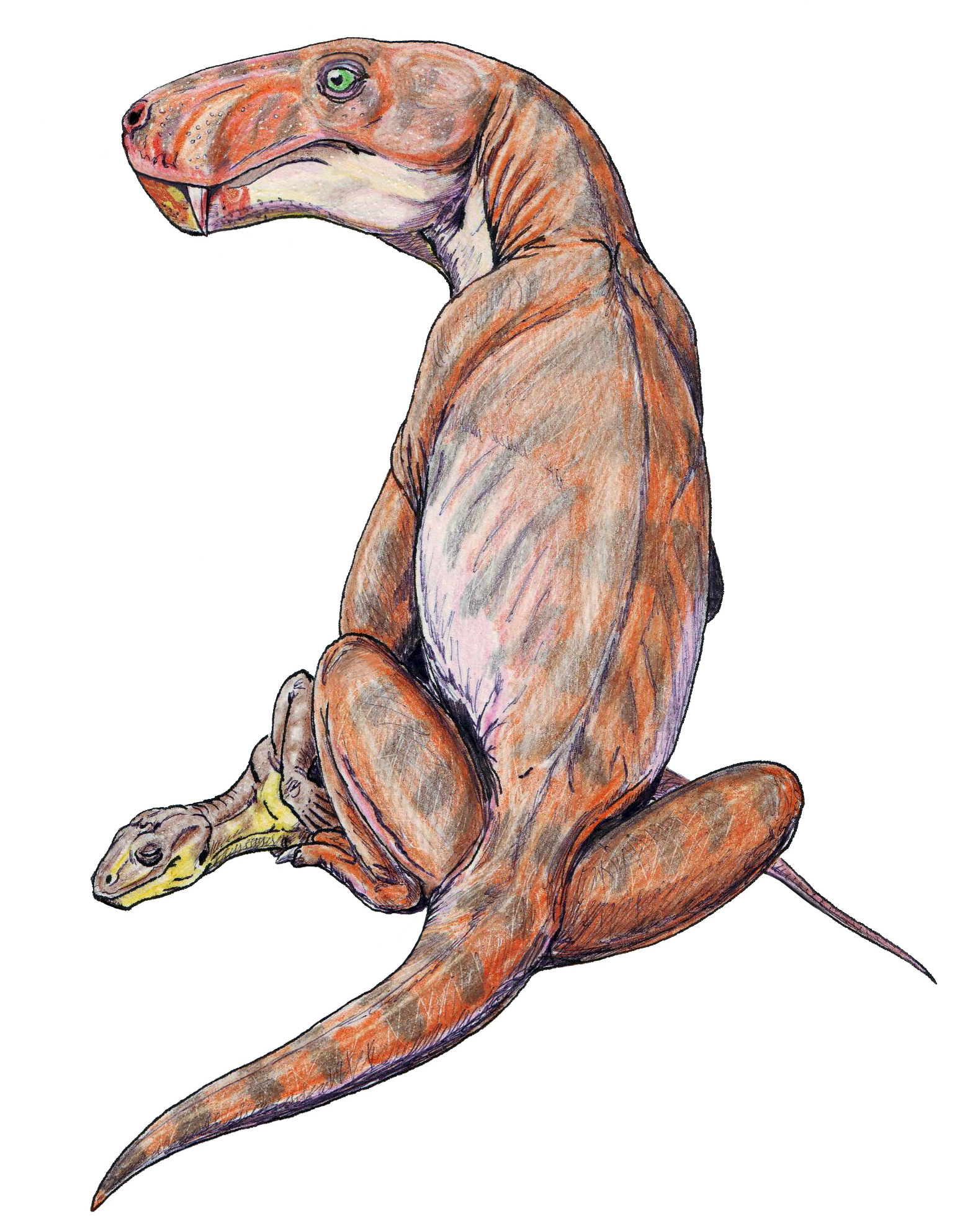
Viatkogorgon

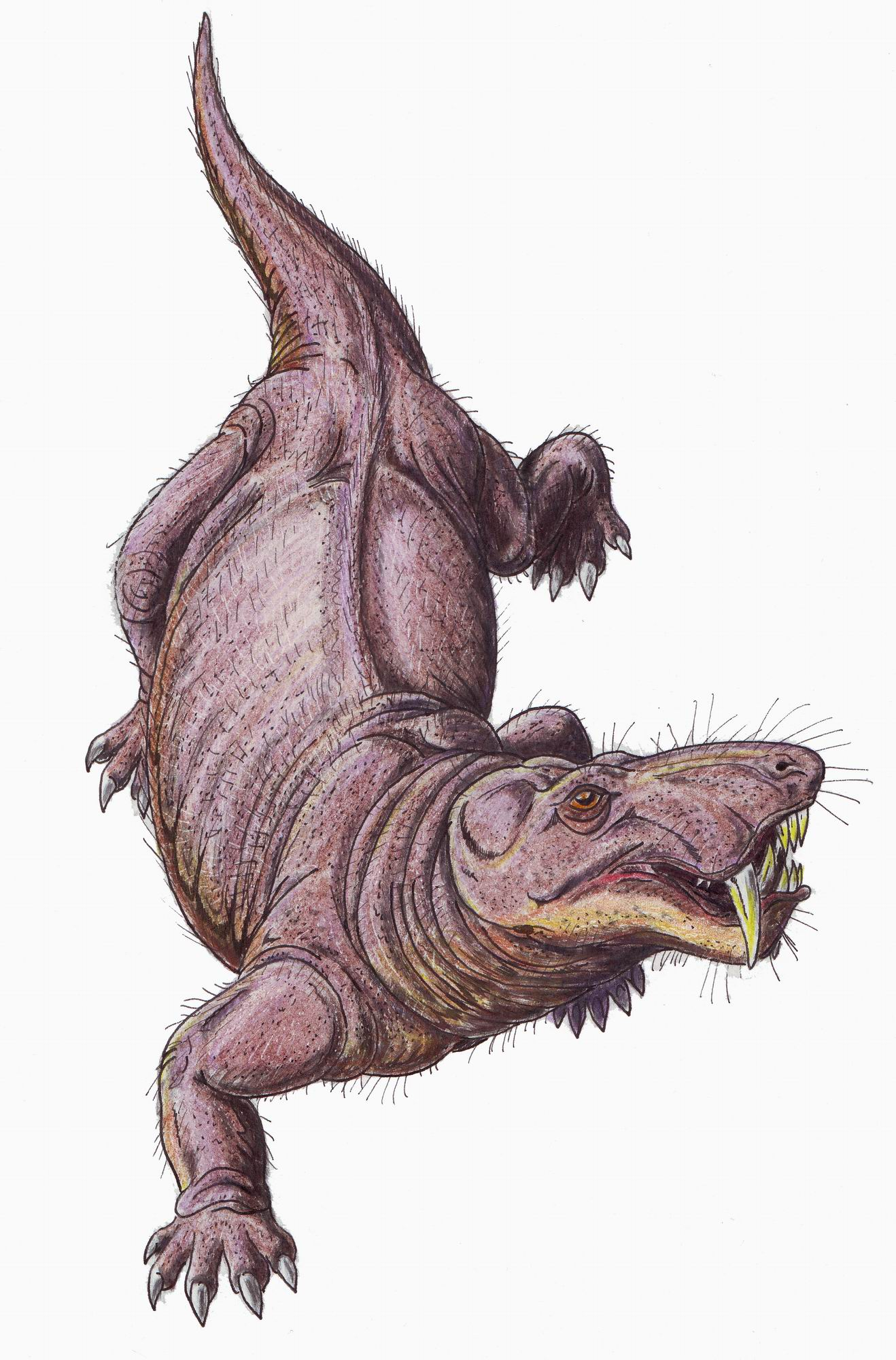
Rubigea

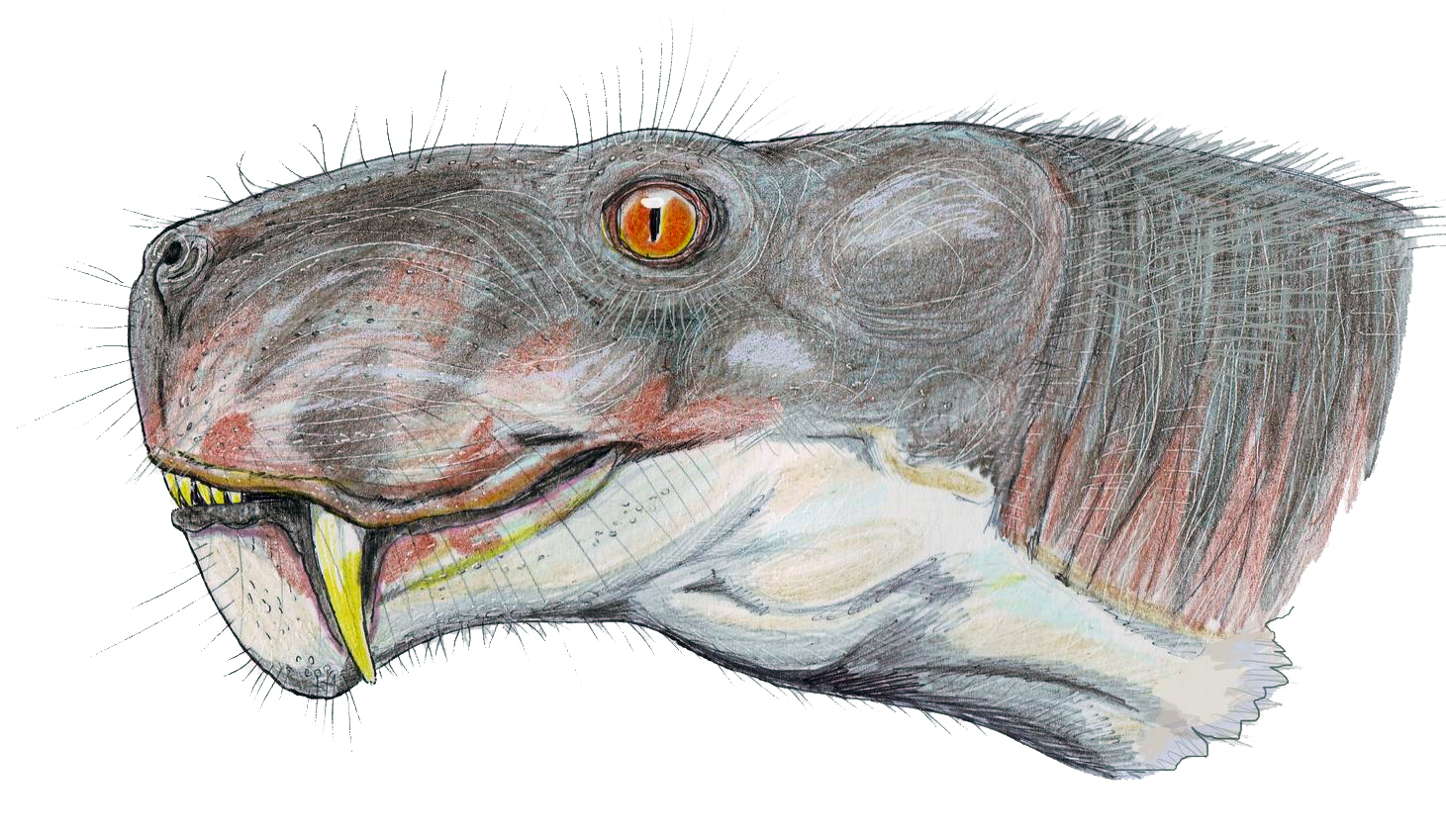
Aelurognathus

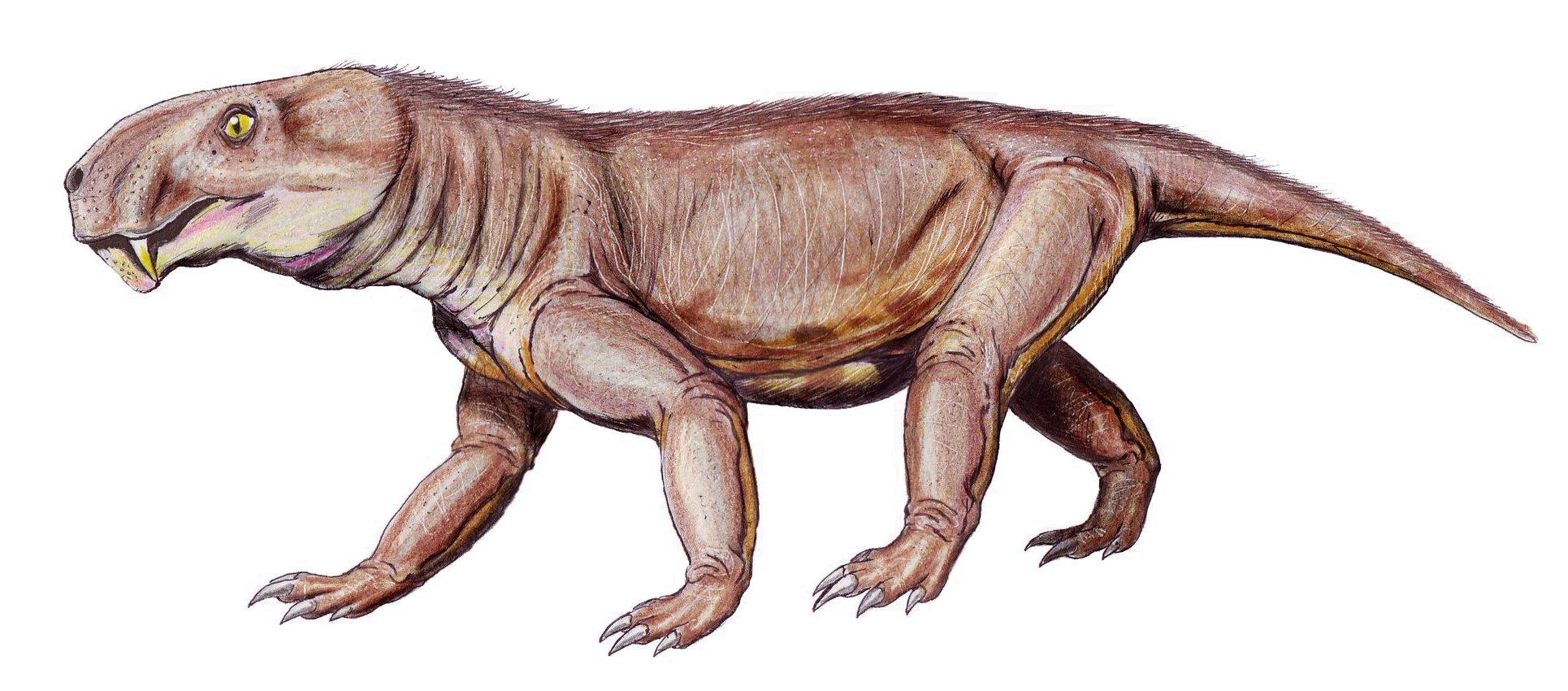
Sauroctonus parringtoni

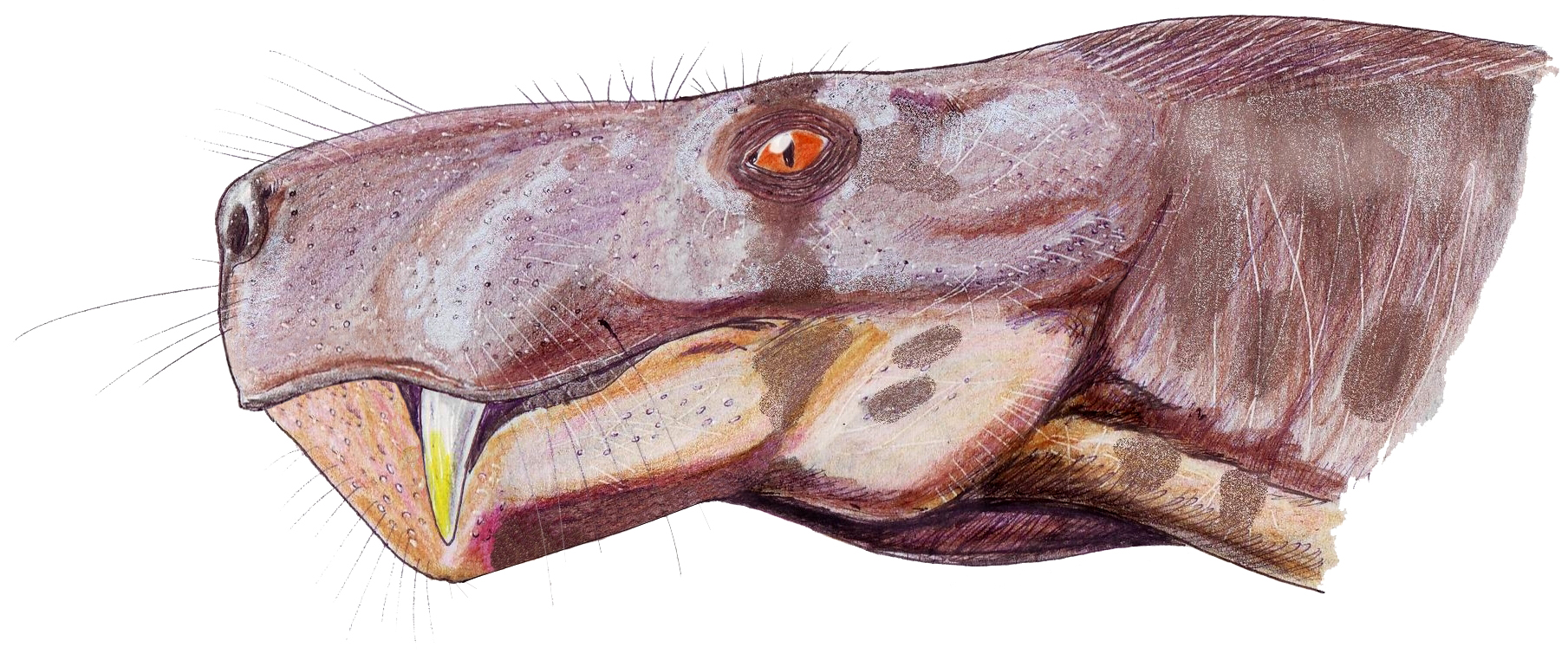
Głowa Gorgonops torvus

Gorgonopsy (Gorgonopsia) – podrząd wymarłych synapsydów (gadów ssakokształtnych), obejmujący jedną rodzinę – Gorgonopsidae. Żyły w środkowym i późnym permie na terenach dzisiejszej południowej Afryki, Rosji i Chin. Były to zwierzęta drapieżne, średnich i dużych rozmiarów (do 4 m długości) o zróżnicowanym na siekacze, kły i trzonowce uzębieniu. Cechą charakterystyczną były duże kły wystające z pyska.

## Nazwa
Nazwa „Gorgonopsia” oznacza „twarze gorgon”. Odnosi się do 3 straszliwych sióstr z mitologii greckiej, z których najbrzydsza (Meduza) samym widokiem zamieniała w kamień. W liczbie pojedynczej Gorgonops to nazwa rodzajowa jednego z przedstawicieli grupy.

## Opis
Jak i inne terapsydy, gorgonopsy zaliczano do gadów ssakokształtnych. W świetle dzisiejszej klasyfikacji nie są one właściwymi gadami, za to znacznie bliższe pokrewieństwo łączy je ze ssakami właściwymi. Występują u nich cechy typowe dla ssaków, jak zróżnicowane (heterodontyczne) uzębienie, w pełni wykształcone otwory skroniowe w czaszce, słupowato ustawione kończyny oraz kości ucha. Gorgonopsy należą bowiem do specyficznej grupy terapsydów zwanej teriodontami, obejmującej także ssaki.
Gorgonopsy były największymi mięsożercami późnego permu. Największa z nich Inostrancevia osiągała rozmiary dużego niedźwiedzia. Jej czaszka mierzyła 45 cm długości, a szablaste zęby po 12 cm. Jest to czytelna adaptacja do drapieżnictwa. Nie wiadomo natomiast, czy ciało jej pokrywały łuski, sierść czy też naga skóra.

## Ewolucja
Gorgonopsy są teriodontami z rzędu terapsydów, do którego należą też cynodonty i potomkowie, z których wywodzą się ssaki. Ewolucja opisywanej tu grupy miała miejsce w środkowym permie. Gorgonopsy powstały z przypominających „zwykłe” gady terapsydów żyjących właśnie w tej epoce. Wcześni przedstawiciele byli mali, nie przerastali rozmiarami psa. Dopiero wyginięcie dinocefali (Dinocephalia) dominujących w środkowym permie pozwoliło na dalszy rozwój i zajęcie ich miejsca jako dominujących drapieżników w późnym permie. Wtedy też wiele z nich osiągnęło rozmiary psów i krów. Niektóre nawet urosły do wielkości nosorożców, jak wspomniana już Inostracevia, największa z nich wszystkich.
Grupa wyginęła wraz z końcem okresu permskiego.

## Systematyka
Gorgonopsy to jedna z trzech linii teriodontów (dwie pozostałe to Therocephalia i cynodonty). Teriodonty bliskie pokrewieństwo łączy z roślinożernymi amonodontami.
W skład grupy Gorgonopsia wchodzi tylko 1 rodzina, która z kolei dzieli się na 3 podrodziny. Duża liczba rodzajów nie została jednak zaliczona do żadnej z nich.
W sumie zalicza się do kladu 25 rodzajów obejmujących 41 gatunków, przy czym najkopmletniejsze informacje dostępne są na temat rodzajów Dinogorgon, Inostrancevia i Rubidgea.
Najszerszy przegląd grupy został stworzony przez Sigogneau-Russella w 1989. Nie zawiera on jednak analizy kladystycznej.
- Rząd Therapsida
- PODRZĄD GORGONOPSIA
  - Rodzina GORGONOPSIDAE
    - Aelurosaurus
    - Aloposaurus
    - Arctognathus
    - Arctops
    - Broomisaurus
    - Cerdorhinus
    - Cyanosaurus
    - Eoarctops
    - Galesuchus
    - Lycaenops
    - Paragalerhinus
    - Scylacognathus
    - Viatkogorgon
    - Podrodzina Gorgonopsinae
      - Gorgonops
      - Sauroctonus
      - Scylacops

    - Podrodzina Rubidgeinae[1]
      - Aelurognathus (syn. Gorgonorhinus, Leontocephalus, Prorubidgea, Tigricephalus)
      - Clelandina (syn. Dracocephalus, Tigrisaurus)
      - Dinogorgon
      - Leontosaurus
      - Rubidgea (syn. Broomicephalus, Titanogorgon)
      - Ruhuhucerberus
      - Smilesaurus (syn. Pardocephalus)
      - Sycosaurus (syn. Cephalicustriodus, Tetraodon, Tetraodontonius)

    - Podrodzina Inostranceviinae
      - Inostrancevia
      - Pravoslavleria

## W kulturze
Zwierzęta te pojawiły się w serialu telewizyjnym. Animację przygotowało studio Framestore CFC. Przedstawiono je w 3. odcinku Zanim przywędrowały dinozaury, a także w 1. i 6. odcinku Primeval. Pojawiły się także w grze wideo Turok.